# Provincia Saïda
Provincia Saïda (în arabă سعيدة) este o unitate administrativă de gradul I (wilaya) a Algeriei. Reședința sa este orașul Saïda.